# Leyenda de Licarayén

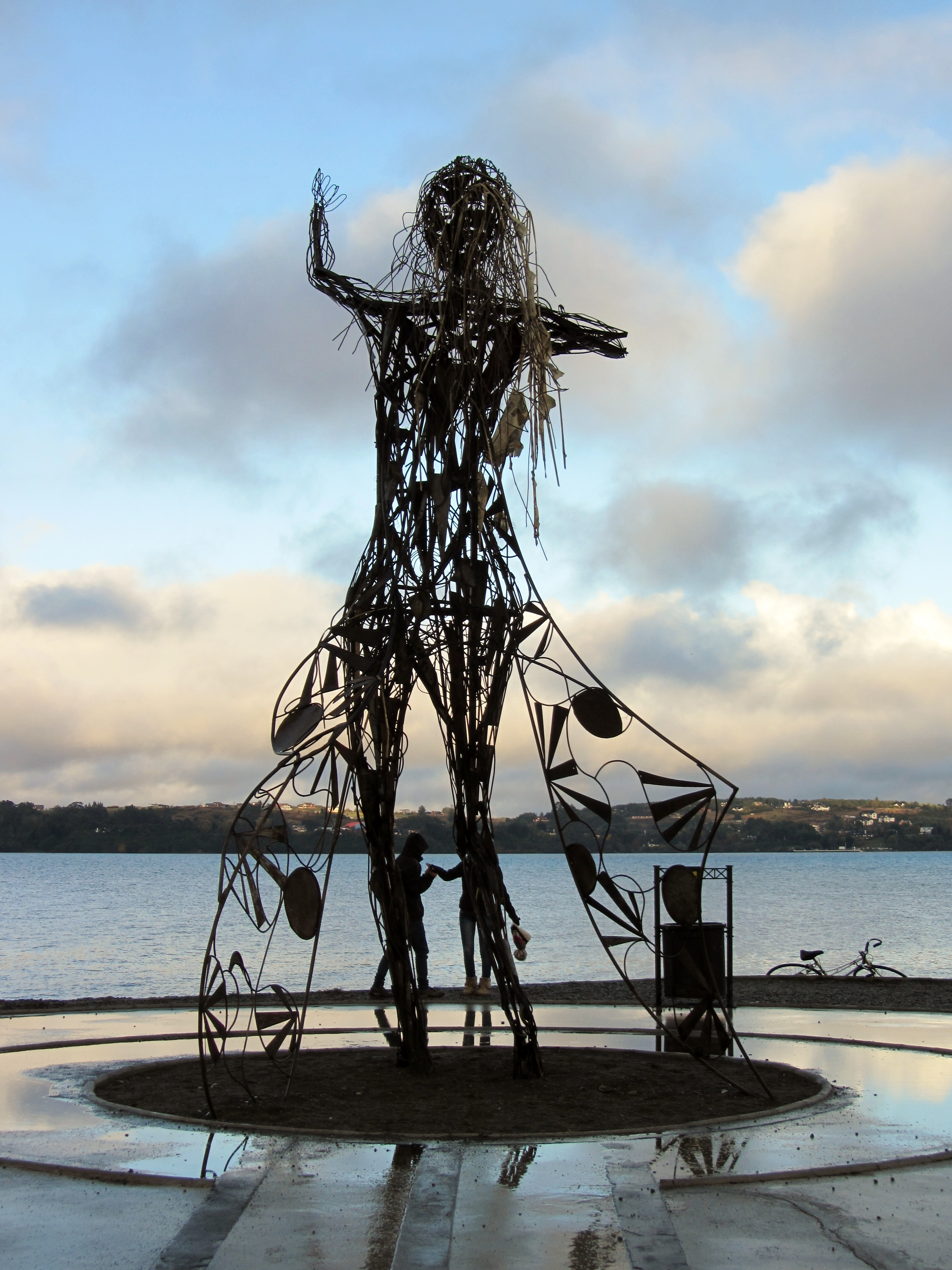
Escultura de la princesa Licarayén en La Puntilla, Puerto Varas.

La leyenda de Licarayén es una leyenda mapuche sobre el volcán Osorno y el lago Llanquihue en la Región de Los Lagos de Chile

## Leyenda
Cuenta la leyenda que cuando aún no habían llegado a estas tierras los hombres blancos, vivían alrededor de los volcanes Osorno y Calbuco, varias tribus huilliches. La princesa Licarayén era la más pura y linda de las jóvenes y el apuesto y valiente toqui Quitralpi quedó prendado de la belleza y dulzura de la virgen desde que la vio por primera vez. Enamorados, ya se había dispuesto que la siguiente primavera celebrarían la ceremonia que los uniría para siempre. 
Pero un antiguo pillán, Peripillán, que habitaba y estaba prisionero en el volcán Osorno al que había dado origen después de ser desterrado y lanzado desde lo alto, tuvo envidia de Quitralpi. No pudo resistir tanto amor entre los jóvenes y decidió interrumpir la felicidad de Licarayén y Quitralpi. Peripillán comenzó entonces a vomitar humo, azufre y fuego, haciendo temblar la tierra. Era tanta la furia de este pillán, que en las noches esos lugares presentaban un aspecto verdaderamente pavoroso: grandes llamaradas que salían de los cráteres iluminaban el cielo con fulgores de fuego; las montañas vecinas parecía que ardían y las inmensas quebradas que circundaban los volcanes Osorno y el Calbuco parecían como bocas del mismo infierno.
Los huilliches se reunieron en un parlamento para resolver cómo podrían aplacar el enojo de ese gran pillán. Fue así que apareció entre ellos una machi vieja a la que nadie conocía y dijo: “Para llegar al cráter es necesario que sacrifiquéis a la virgen más hermosa de la tribu. Tienen que arrancar el corazón y colocarlo en la punta del cerro Pichi Juan, tapado con una rama de canelo. Entonces verán que vendrá un pájaro desde el cielo, se comerá el corazón y después llevará la rama de canelo y elevando el vuelo la dejará caer en el cráter del hogar de Peripillán”. Así habló la vieja sabia y, sin que nadie se diera cuenta, desapareció tan misteriosamente como había llegado.
El lonco hizo averiguaciones para establecer cual de las vírgenes de su tribu era la más virtuosa, y muy a pesar de sus deseos, aceptó la decisión de que la más bella y virtuosa era su propia hija Licarayén. Con lágrimas el lonco comunicó a su hija que había sido elegida para salvar a la tribu de la ira del pillán. 
-No llores -respondió ella-. Muero contenta, sabiendo que mi muerte ha de aliviar las amarguras y dolores de toda nuestra valerosa tribu. Solo pido un favor: que para matarme no uséis hachas ni lanzas.
Y pidió que su lecho de muerte fuera preparado por el toqui Quitralpi, y que sólo él tocara su corazón, ya que él era el dueño desde que lo conoció. Al día siguiente, cuando el sol empezaba a aparecer por encima de la cordillera y los pajarillos a trinar su canto matinal, un gran cortejo acompañó a Licarayén al fondo de la quebrada, donde el toqui tenía preparado un lecho con las más perfumadas flores que había encontrado en los prados y bosques. Llegó Licarayén y sin queja ni protesta alguna se tendió sobre aquel lecho de flores que había de transportar su alma a la eternidad. Los jóvenes, silenciosos y apenados, se sentaron alrededor de aquel catafalco florido y lloraron largas horas a su hermana que moría.
Cuando sus hermosos ojos se cerraron para siempre, Quitralpi acercó sus labios a la frente de la doncella, y después, haciendo un enorme esfuerzo para no estallar en llanto y gritos de dolor, le abrió el pecho, extrajo su corazón, y acogiéndolo entre sus manos como quien acuna un niño, con fervorosa unción, lo entregó al padre de la virgen.
El más fornido de los mancebos fue encargado de llevar el corazón y la rama de canelo a la cima del cerro.
Toda la tribu quedó en el valle esperando la realización del milagro. Apenas el mancebo había colocado el corazón y la rama de canelo en la roca más alta del cerro Pichi Juan, apareció en el cielo un enorme cóndor que, bajando en raudo vuelo, de un bocado se engulló el corazón y agarrando la rama de canelo emprendió el vuelo hacia el cráter del Osorno, que en esos momentos arrojaba enormes lenguas de fuego. Dio el cóndor, en vuelo espiral, tres vueltas por la cumbre del volcán y, después de una súbita bajada, dejó caer dentro del cráter la rama sagrada.
En ese mismo instante comenzó a caer sobre la tierra blanquísima nieve que fue cubriendo el cráter; parecía que el alma pura de la virgen volvía hacia la tierra en busca de Quitralpi y entonces el toqui se arrojó sobre la punta de su lanza que atravesó su rudo pecho y le partió el corazón para así unirse con su amada Licarayén.
Y cayó nieve; días, semanas, años enteros. Fue una verdadera lucha entre el fuego que subía del infierno y la nieve que caía del cielo. La nieve fundida corría formando impetuosos torrentes por las faldas del Osorno y del Calbuco y corriendo se despeñaba en los inmensos barrancos que servían de defensa a la morada de Peripillán, hasta que, llenando las hondonadas profundas, las aguas quedaron al nivel de las tierras cultivadas.
Cuando los mapuches  volvieron al lugar en que se había consumado el sublime sacrificio de la virgen y del toqui, vieron con asombro que las flores que habían servido de lecho mortal a Licarayén habían echado raíces y que sus ramas, entrelazándose, formaban el más hermoso palacio que jamás mente humana pudo imaginar.
Ese palacio de helechos y flores existe en el fondo de la quebrada del Diablo, cerca de Puerto Varas. Muchos son los que han bajado a admirar su belleza, pero solo unos cuantos han podido ver el palacio, porque este solo es visible para quienes tienen conciencia y saben sentir los íntimos encantos de la naturaleza.